# ابرهای شناور
ابرهای شناور (ژاپنی: 浮雲 Ukigumo) فیلمی ژاپنی در سبک درام به کارگردانی میکیو ناروسه است که در سال ۱۹۵۵ منتشر شد. از بازیگران آن می‌توان به هیدکو تاکامینه و ماریکو اوکادا اشاره کرد.

## خلاصه داستان
یک جنگلبان متاهل ژاپنی در طول جنگ جهانی دوم برای مدیریت جنگل‌ها به هندوچین فرستاده می‌شود. او با یک تایپیست جوان ژاپنی آشنا می‌شود و قول می‌دهد همسرش را ترک کند اما به قولش عمل نمی‌کند. پس از جنگ، او دوباره ظاهر شده و ماجرا از سر گرفته می‌شود...